# Кирилл (Папанфиму)
Епи́скоп Кири́лл Папанфи́му (греч. Επίσκοπος Κύριλλος Παπανθίμου; род. 1980, Родос, Греция) — архиерей Константинопольского патриархата; епископ Олимпийский, викарий Родосской митрополии (с 2017).

## Биография
Родился в 1980 году в деревне Архиполи на Родосе. Окончил богословский институт Афинского университета и аспирантуру по пастырскому богословию в Abacus College, Oxford и en:St Mary's University, Twickenham.
8 декабря 2004 года был рукоположен в сан диакона и служил в качестве архидиакона в кафедральном соборе Родосской митрополии.
1 августа 2009 года был рукоположен в сан пресвитера и служил в клире Никольского прихода, а также проповедником Родосской митрополии. Позднее являлся секретарём митрополии и ответственным за официальный сайт.
30 августа 2017 года Священным Синодом Константинопольской православной церкви был избран для рукоположения в сан епископа Олимпийского, викария Родосской митрополии.
30 сентября 2017 года в Благовещенском соборе на Родосе был хиротонисан в сан епископа Олимпийского. Хиротонию совершили: митрополит Родосский Кирилл (Коеракис), митрополит Леросский Паисий (Аравантинос), митрополит Косский Нафанаил (Диакопанайотис), митрополит Прусский Елпидифор (Ламбриниадис), митрополит Иринупольский Димитрий (Захаренгас) (Александрийский патриархат), митрополит Нубийский Савва (Химонеттос) (Александрийский патриархат), митрополит Аркалохорийский Андрей (Нанакис), митрополит Ретимнийский Евгений (Антонопулос), митрополит Петрский Герасим (Марматакис), митрополит Иерапитнийский Кирилл (Диамандакис), митрополит Киринийский Хризостом (Папатомас) (Кипрская православная церковь), епископ Стратоникейский Стефан (Катэс), епископ Авидский Кирилл (Катерелос) и епископ Аморийский Никифор (Психлудис).